# Karl Heinz (Architekt)

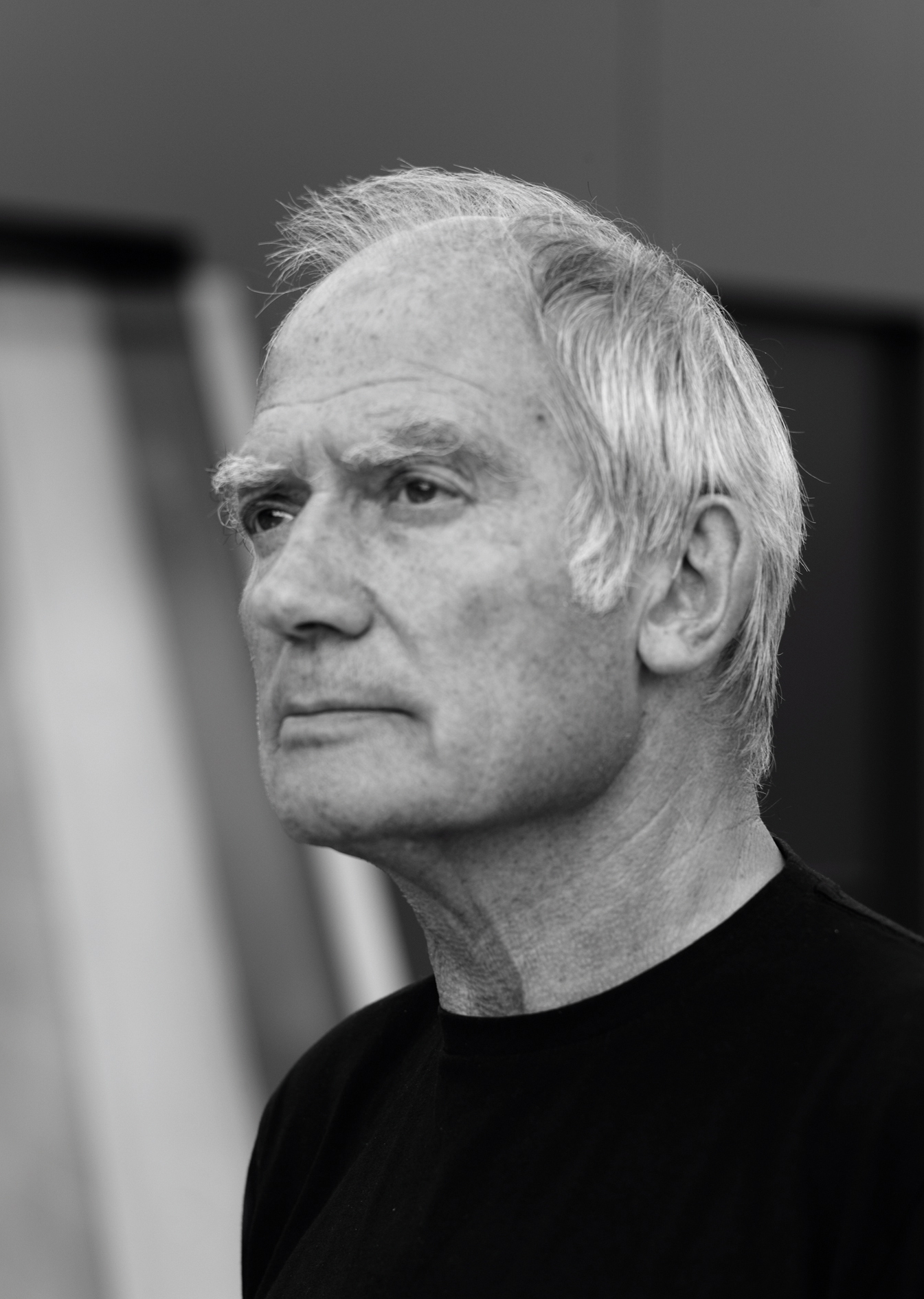
Karl Heinz (2013)

Karl Heinz (* 14. November 1938 in Wien) ist ein österreichischer Architekt. Zusammen mit Jörg Streli und Dieter Mathoi arbeitete er von 1973 bis 2008 im Architekturbüro Heinz-Mathoi-Streli in Innsbruck.

## Leben und Werk
Karl Heinz wurde als zweites von fünf Kindern einer Gasteiner Arztfamilie geboren. 1947 zog die Familie nach Innsbruck. 1965 schloss Karl Heinz das Architekturstudium an der Technischen Hochschule Wien ab. Von 1965 bis 1973 arbeitete er bei Professor Paul Schneider-Esleben in Düsseldorf unter anderem beim Projekt Drive-in-Flughafen Köln-Bonn.
Im Innsbrucker Planungsbüro Fred Achammer traf Heinz seinen Studienkollegen Jörg Streli wieder und lernte Dieter Mathoi kennen. Gemeinsam gründeten sie 1973 das Architekturbüro Heinz-Mathoi-Streli in Innsbruck. Für Friedrich Achleitner haben Karl Heinz und seine Partner „mit der beachtlichen Präsenz einer Vielfalt von Bauaufgaben und Lösungen einen großen Einfluss auf die öffentliche Wahrnehmung der neuen Tiroler Architektur genommen“.
Von 1973 bis 1977 arbeitete Heinz als Assistent am Institut für Hochbau der Universität Innsbruck. Danach unterrichtete er an der Universität Innsbruck Entwerfen am Institut für Raumgestaltung (Prof. Barth, 1982–1985), Schulbau am Institut für Gebäudelehre (Prof. Gerstel, 1987), am Institut für Hochbau (Prof. Giencke, 1993) und am Institut für Raumgestaltung (Prof. Schulze, 1994).
Von 1980 bis 1995 übte Karl Heinz das Ehrenamt des Präsidenten der Zentralvereinigung der Architekten Österreichs, Landesverband Tirol aus. Er engagierte sich im Proponentenkomitee für eine Architekturstiftung Österreich, war Preisrichter bei Wettbewerben und maßgeblicher Mitbegründer des Architekturforums Tirol (heute architektur und Tirol).

## Bauten (Auswahl)

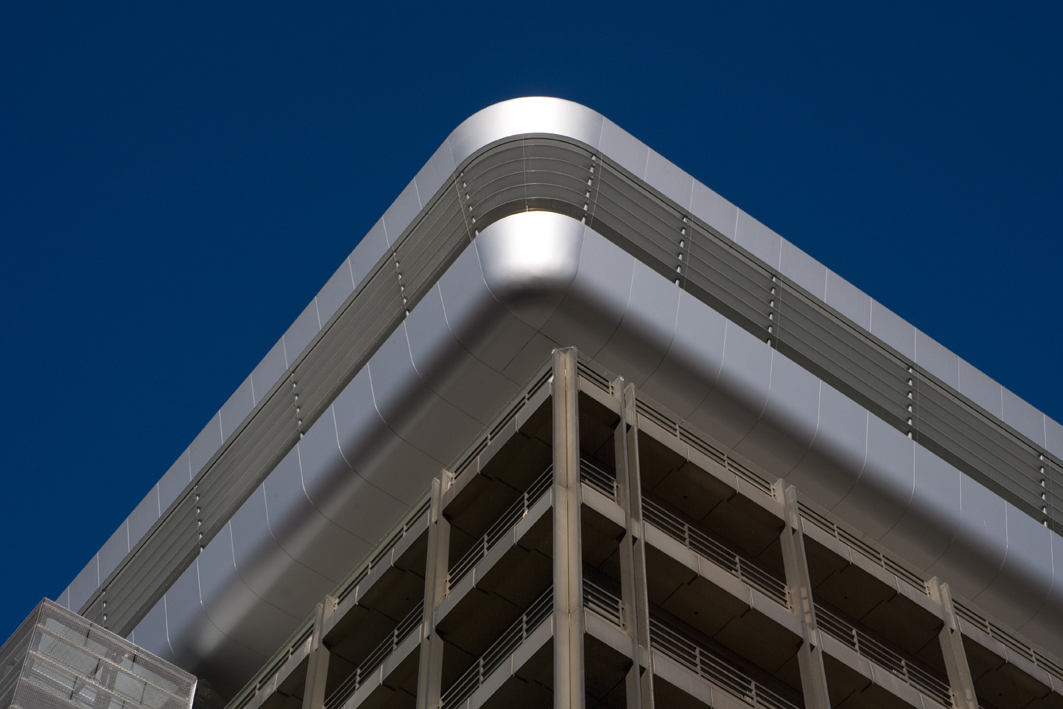
Aufstockung Frauen- und Kopfklinik, Innsbruck (A), 2008

- 1977 Einfamilienhaus Bernard, Gaimberg (A)
- 1978 Hauptschule Fulpmes (A)[2]
- 1978 Fremdenverkehrsfachschule, Zell am Ziller (A)[2]
- 1981 Kapelle Innerberg, Finkenberg (A)[2]
- 1984 Landesjugendheim Jagdberg, Schlins (A)[3]
- 1987  Krankenpflegeschule, Feldkirch (A)[3]
- 1987 Seilbahn Hochbrixen, Brixen im Thale (A)[2]
- 1989  Volksschule, Igls (A)[2]
- 1993  MPreis Barwies, Mieming (A)[2]
- 1994  Eisenbahnumfahrung Innsbruck, Mils (A)
- 1996 Mehrzweckgebäude mit Rasthaus, Europabrücke (A)[2]
- 2001 Landesfeuerwehrschule Tirol, Telfs (A)[2]
- 2004 HTBL und VA Mödling, Mödling (A)[2]
- 2005 MPREIS Bramberg, Bramberg (A)[2]
- 2008 Aufstockung Frauen- und Kopfklinik, Innsbruck] (A)[2]

## Auszeichnungen
- 1982: Bauherrenehrung der Zentralvereinigung der Architekten Österreichs (Berufsschule Feldkirch)
- 1991: Vorarlberger Bauherrenpreis (Wohnanlage Bregenz)
- 1992, 1994: Anerkennungspreise des Landes Tirol für Neues Bauen für Volksschule lgls (1992) und Bürohaus Innsbruck (1994)
- 1996:  Staatspreis für Tourismus und Architektur (Mehrzweckgebäude mit Rasthaus Europabrücke)
- 2004:  Biennale, Venedig (MPreis Thaur)
- 2007: Holzbaupreis Salzburg (MPreis Bramberg)
- 2008: Nominierung für den Mies van der Rohe Award (Aufstockung der Frauen-Kopfklinik Innsbruck)
- 2008:  Aluminiumpreis (Aufstockung der Frauen-Kopfklinik Innsbruck)[4]

## Ausstellungen
- 1982: Architektur in Tirol, Innsbruck
- 1987: Sozialer Wohnbau in Tirol: historischer Überblick und Gegenwart, Innsbruck
- 1992: Autochthonous Architecture in Tyrol, New York, Innsbruck